# 三菱・エクスパンダー
エクスパンダー（XPANDER）は、三菱自動車工業が東南アジア市場で製造・販売しているミニバンである。

## 概要
2017年8月にインドネシア国際オートショーで公開された。同年10月より三菱自動車のブカシ工場（インドネシア）で製造され、東南アジア、主にASEAN向けに販売している。
2019年2月より日産自動車へ2代目リヴィナとしてOEM供給を開始した。
2019年11月より、シリーズ最上位モデルとしてクロスオーバーSUVのエクスパンダー クロス（XPANDER CROSS）が導入された。

## 沿革
- 2017年
  - 8月 - 第25回インドネシア国際オートショーで初公開。
  - 10月 - インドネシアで販売開始。
- 2018年
  - 3月 - インドネシアでカーオブザイヤー受賞。
  - 4月 - ASEAN市場を中心に輸出開始。
  - 8月 - 生産拡大を発表[2]。
  - 10月 - ベトナム市場で販売開始[3]。
- 2020年7月 - ベトナムでノックダウン生産を開始[4]。
- 2020年10月 - マレーシアでノックダウン生産を開始[5]。
- 2021年9月 - ベトナム市場にて販売3年で50,000台販売達成を記念し、スペシャルエディションを発売。10インチモニター・360度パノラマカメラ・コーナーセンサーと共に、購入者は5種類の外装デカールを選択することが出来る[6]。
- 2021年11月 - インドネシアでマイナーチェンジモデルを発表。フロント、リアデザインが変更されたほか、新たに高効率CVTを採用したことで低燃費化を実現した。[7]。
- 2022年3月 - タイでマイナーチェンジモデルを発表[8]。
- 2024年2月 - ハイブリッドEV車「エクスパンダーHEV」をタイ市場で発売[9]。
- 2025年6月16日 - インドネシアで改良モデルを発表[10]。
- 2025年6月30日 - バングラデシュでノックダウン生産を開始した[11]。

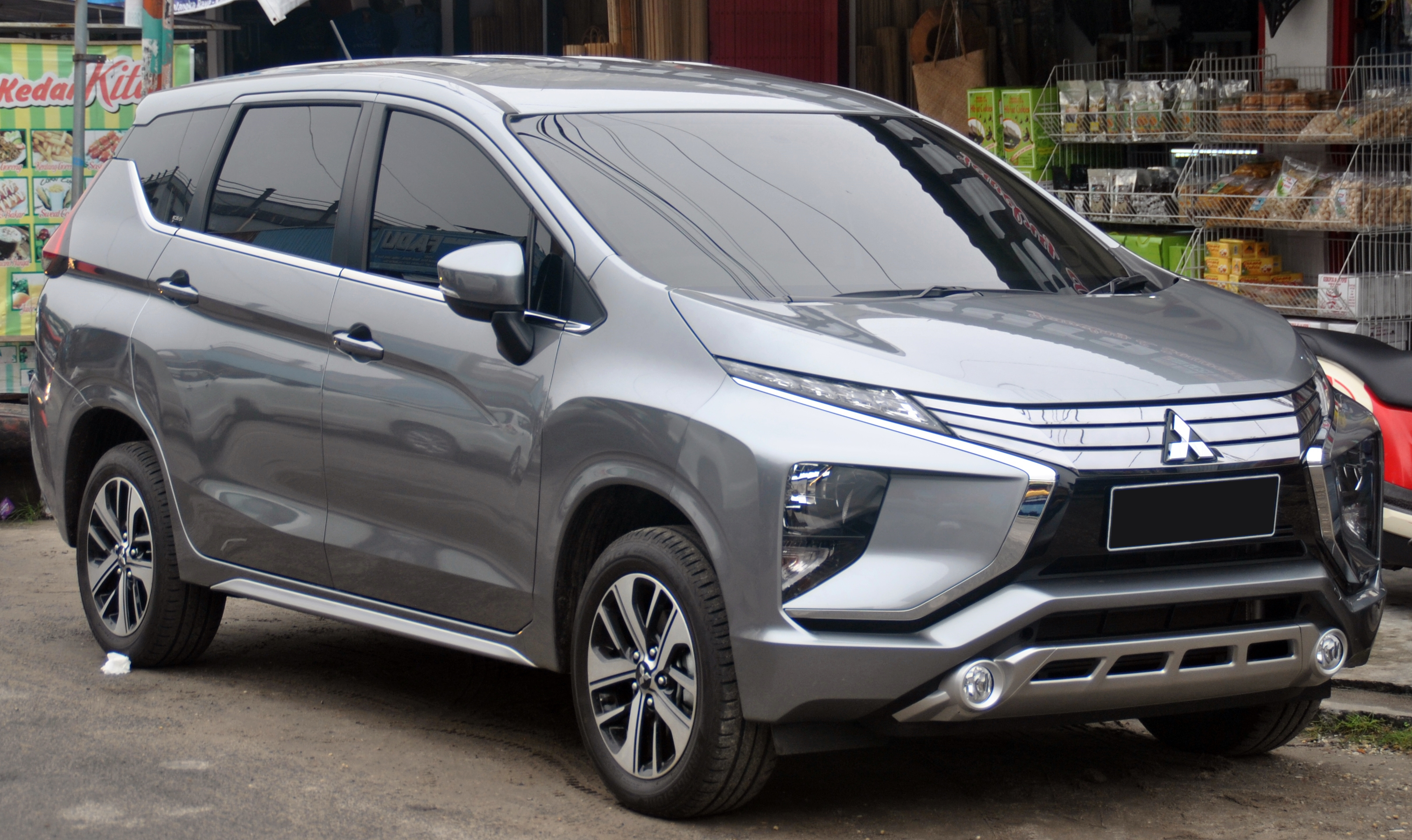
前期型
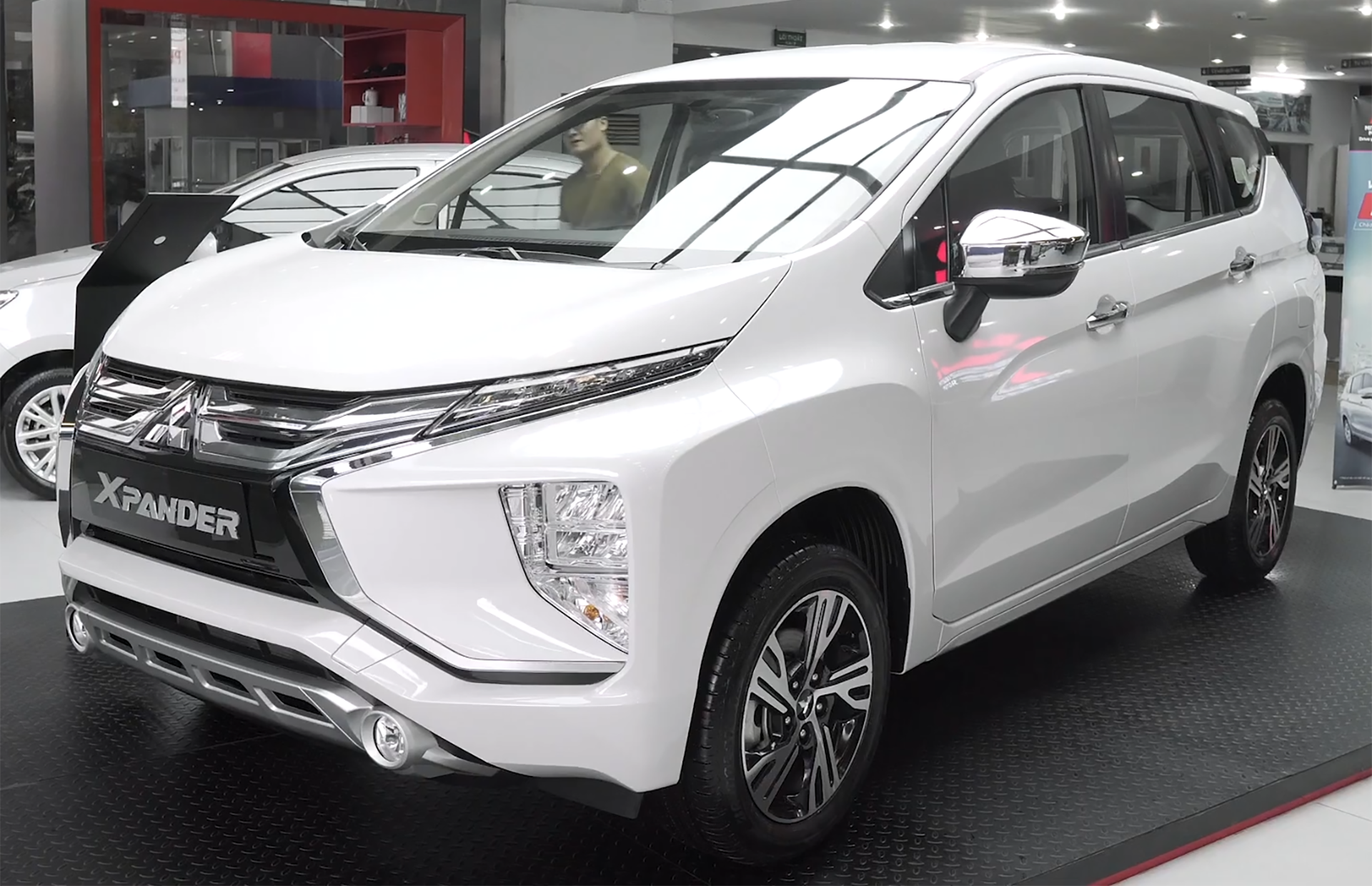
中期型
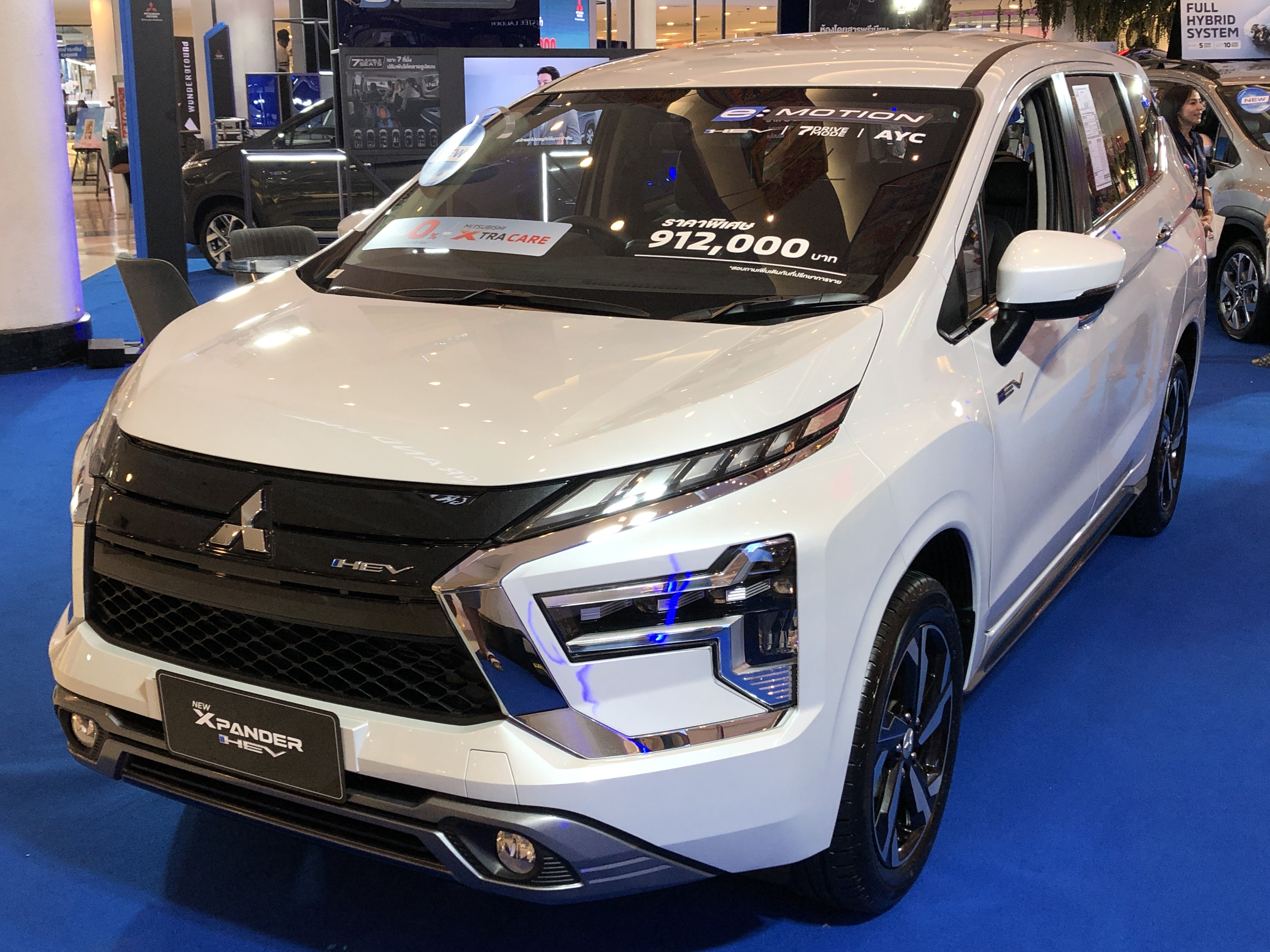
エクスパンダーHEV
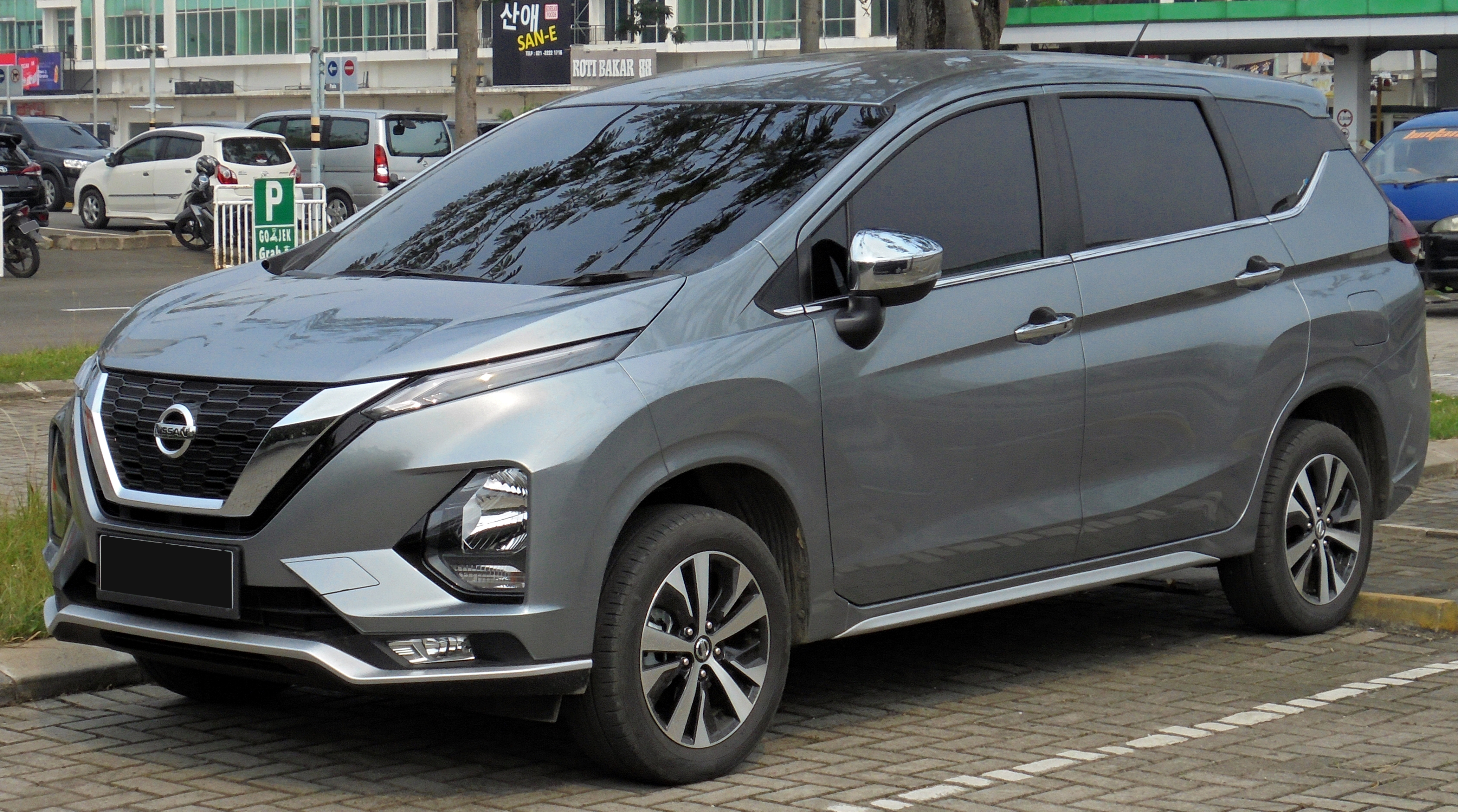
日産・リヴィナ
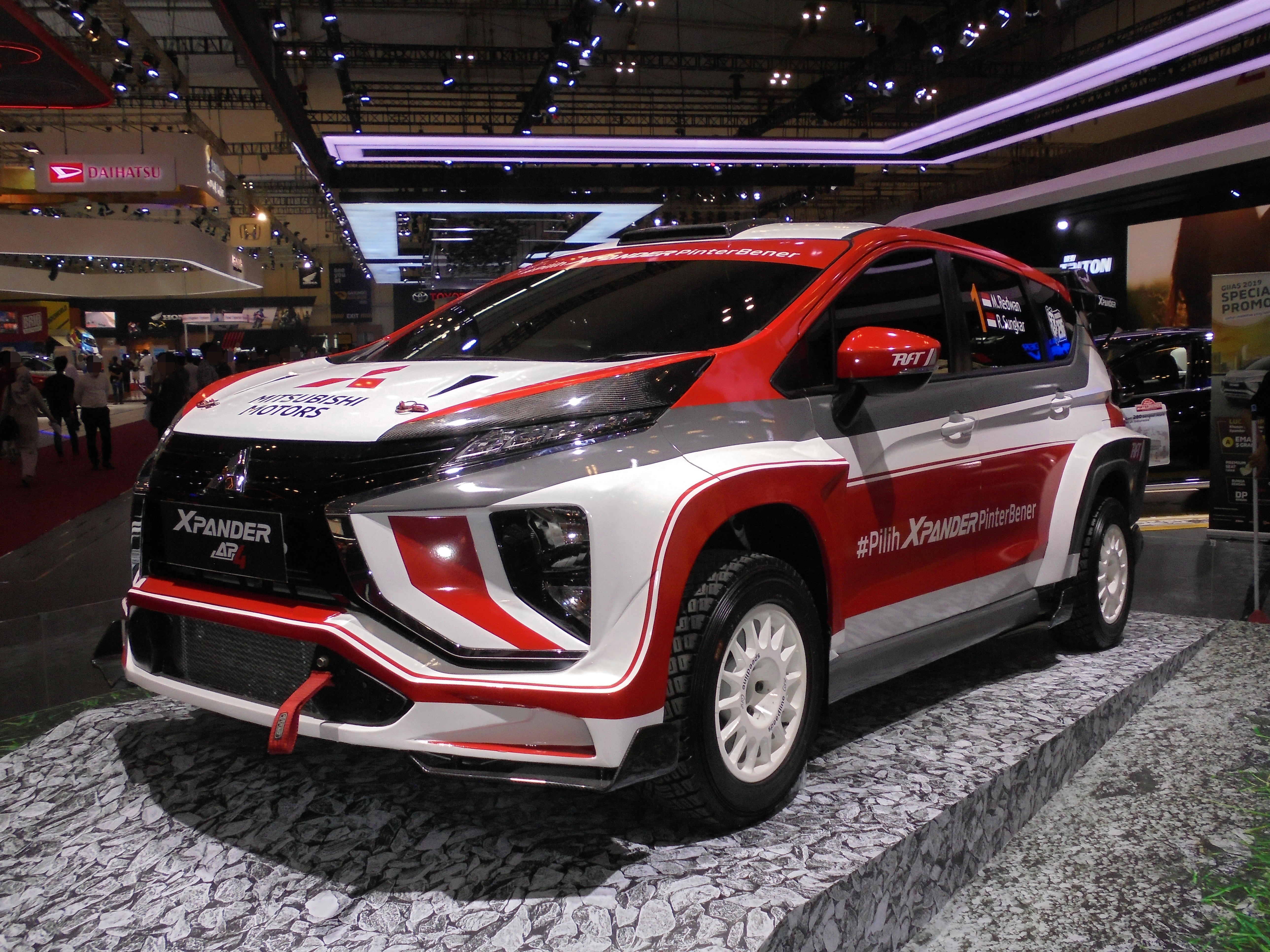
エクスパンダーAP4

## エクスパンダークロス
エクスパンダークロス（XPANDER CROSS）は、2019年11月に発売されたエクスパンダ―シリーズの最上位モデル。エクスパンダ―比で車高を20mm高め、SUV風のデザインとなっている。ブラックのホイールアーチモールディングの追加により、全幅が50mm拡大され、17インチタイヤと新デザインのアルミホイールを装備する。

### 沿革
- 2019年
  - 11月12日 - 発表。
  - 11月13日 - インドネシアで発売[13]。
- 2020年7月16日 - ベトナムで発売[14]。
- 2022年6月7日 - タイで発売[15]。
- 2022年8月11日 - 改良型をインドネシア国際オートショーで初公開した[16][17]。
- 2024年2月 - ハイブリッドEV車「エクスパンダークロスHEV」をタイ市場で発売[9]。
- 2025年6月 - インドネシアで改良モデルを発表[10]。

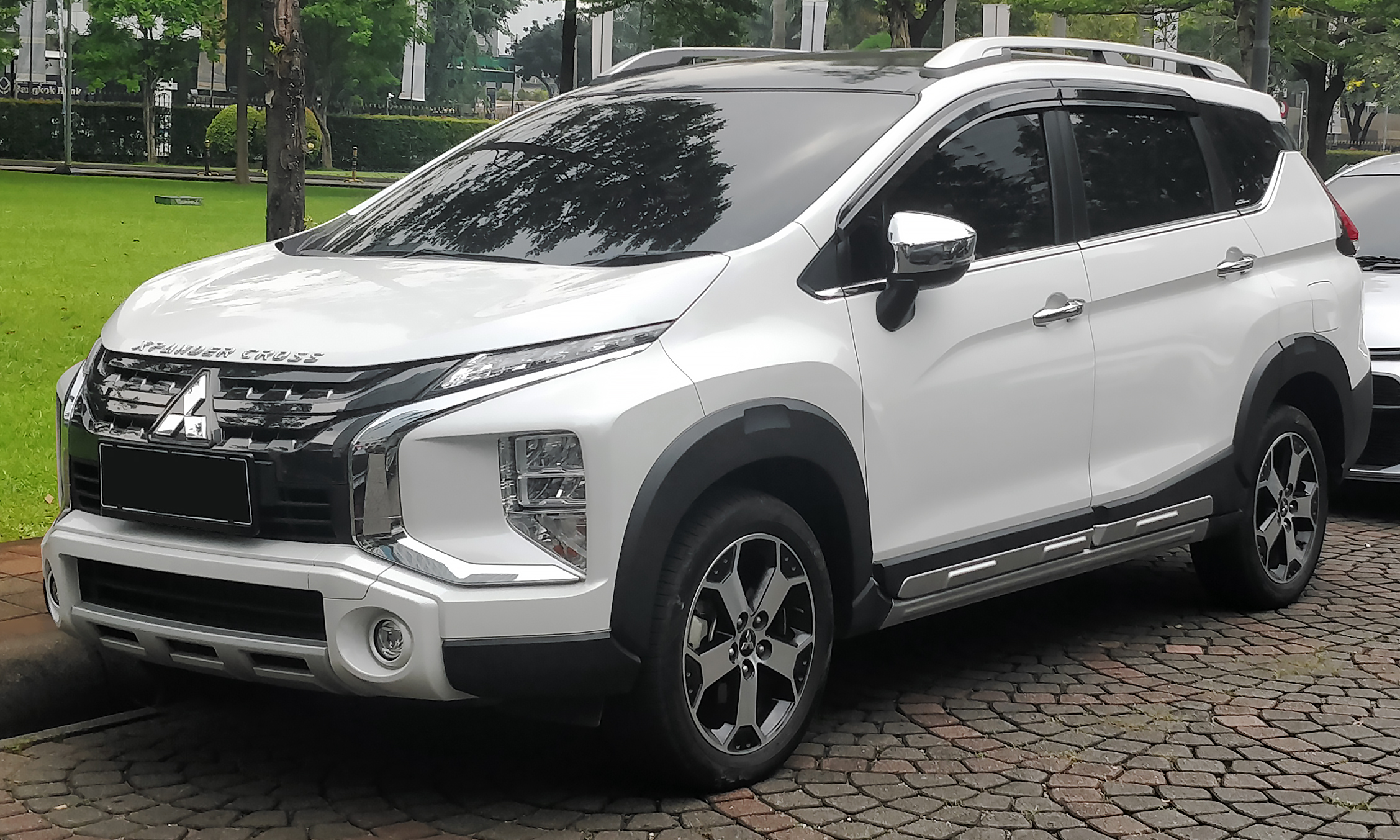
エクスパンダークロス 前期型
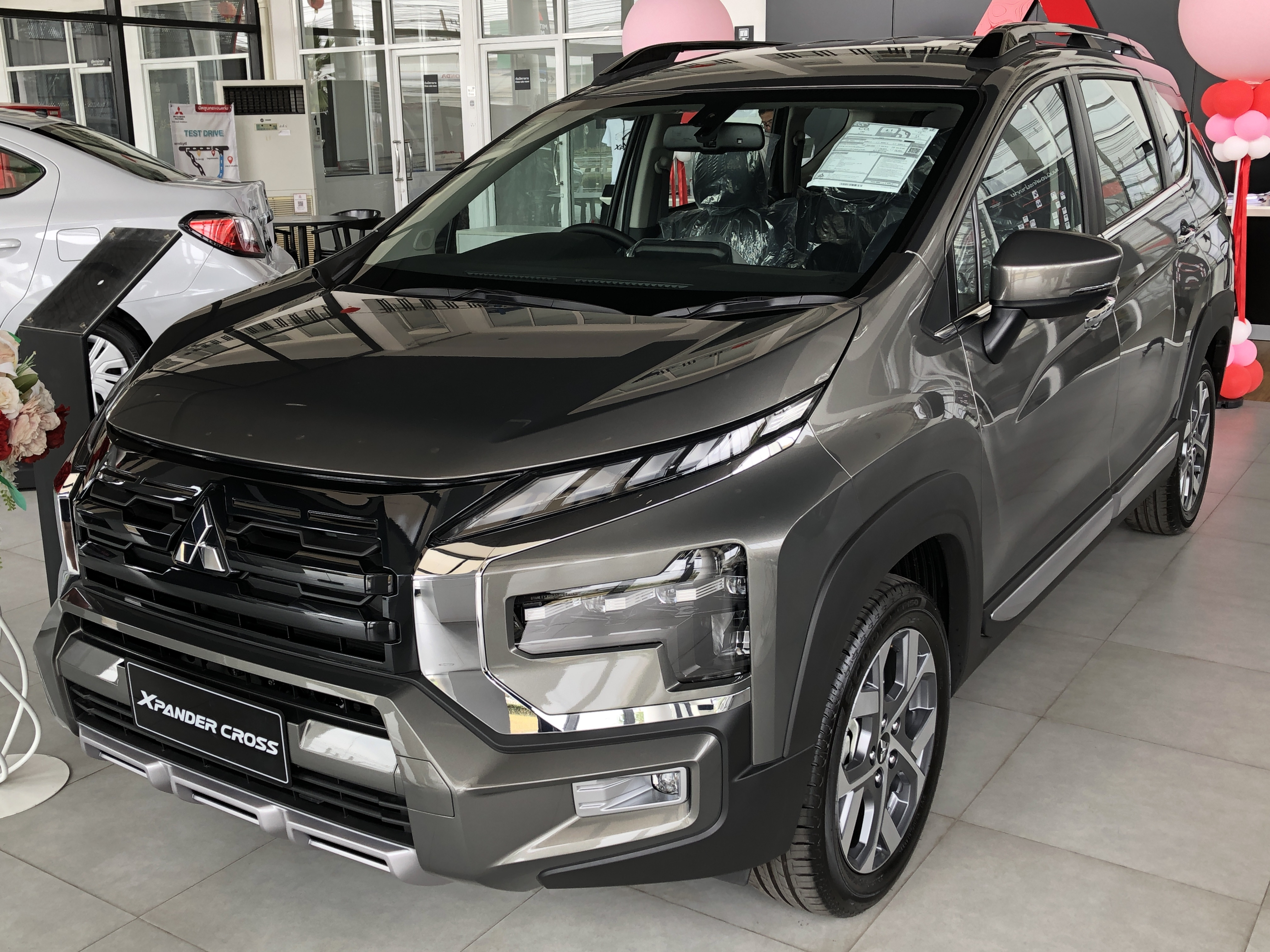
エクスパンダークロス 後期型
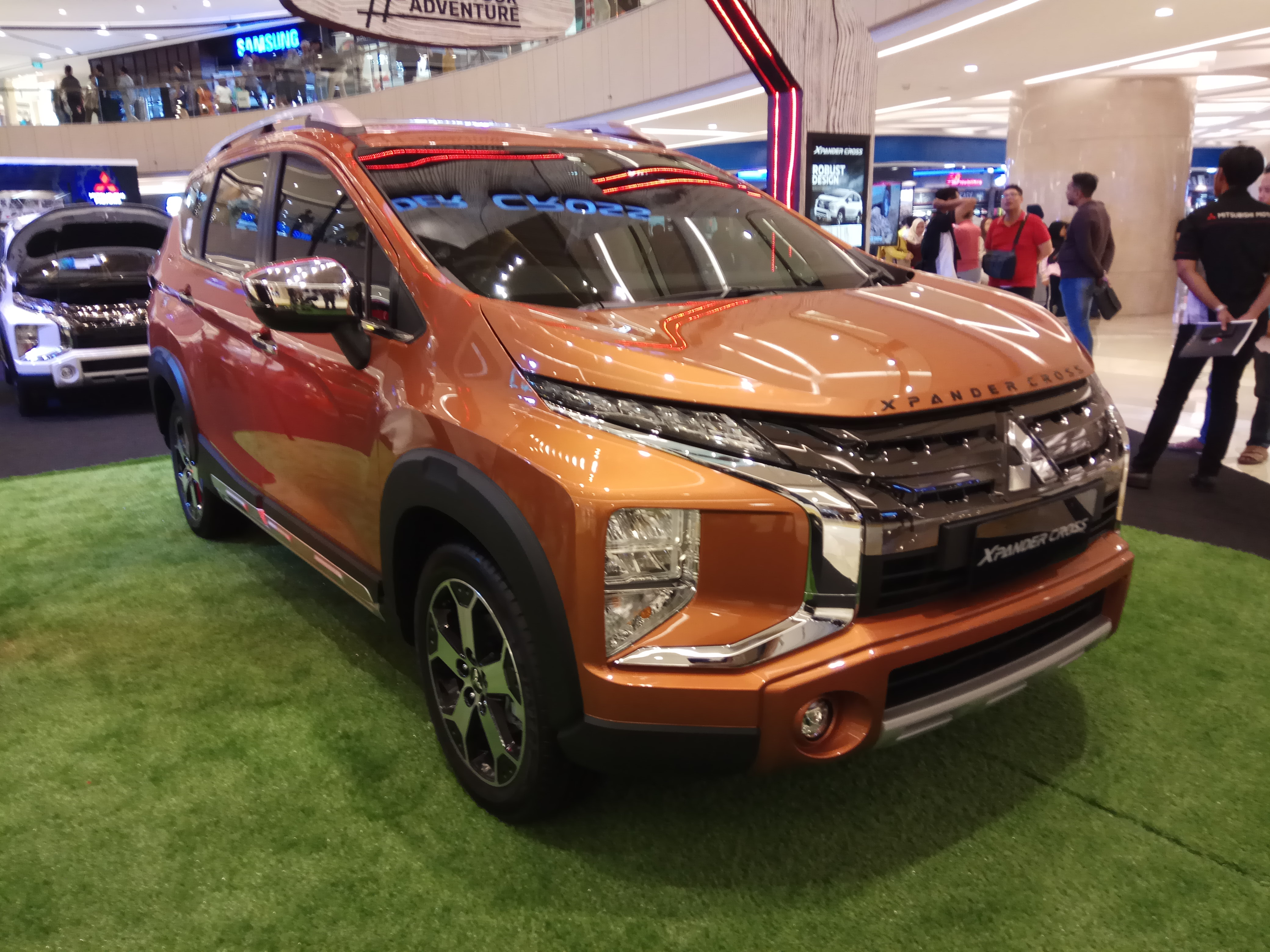
プレミアムパッケージ（フロント）
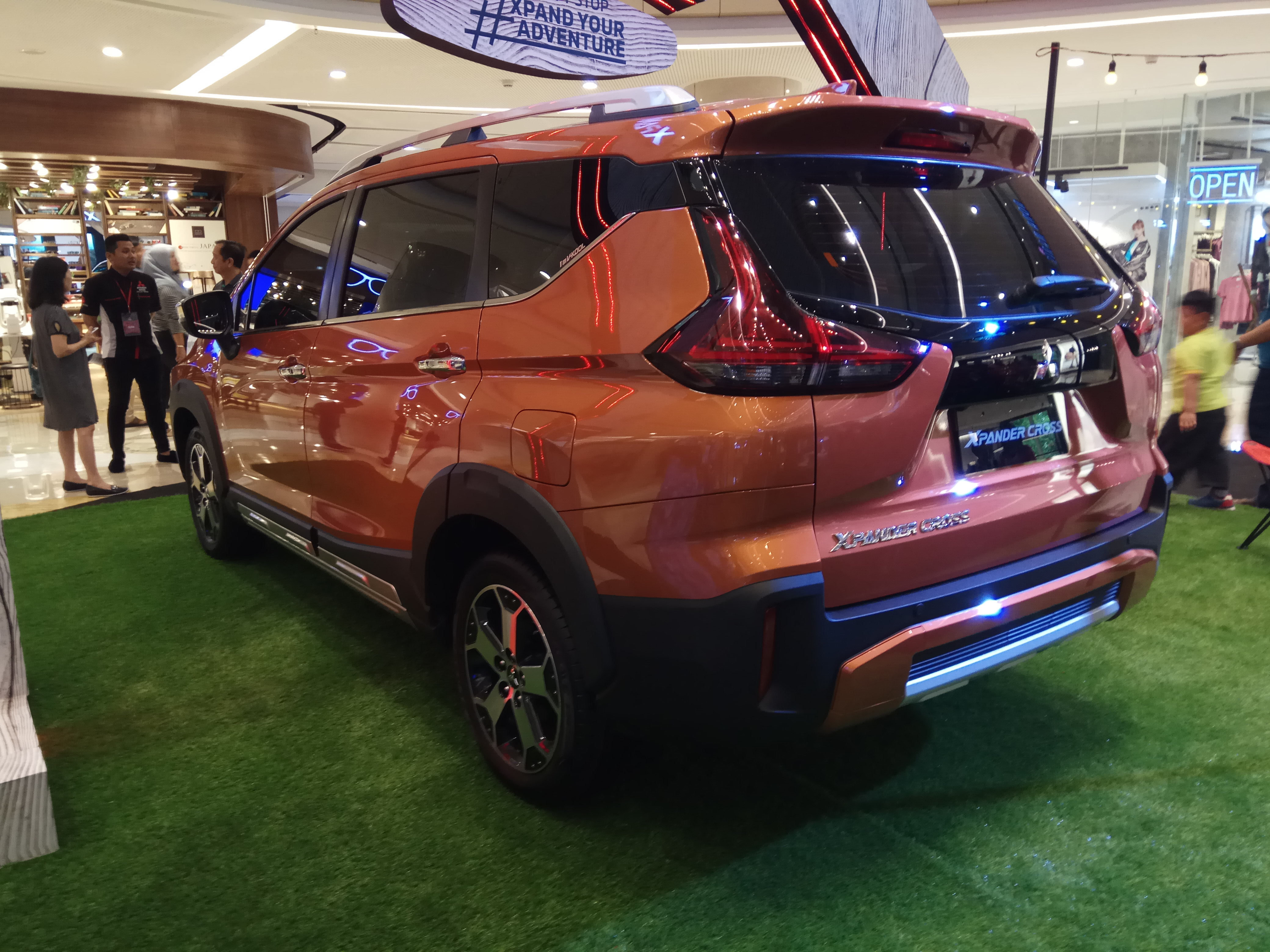
プレミアムパッケージ（リア）
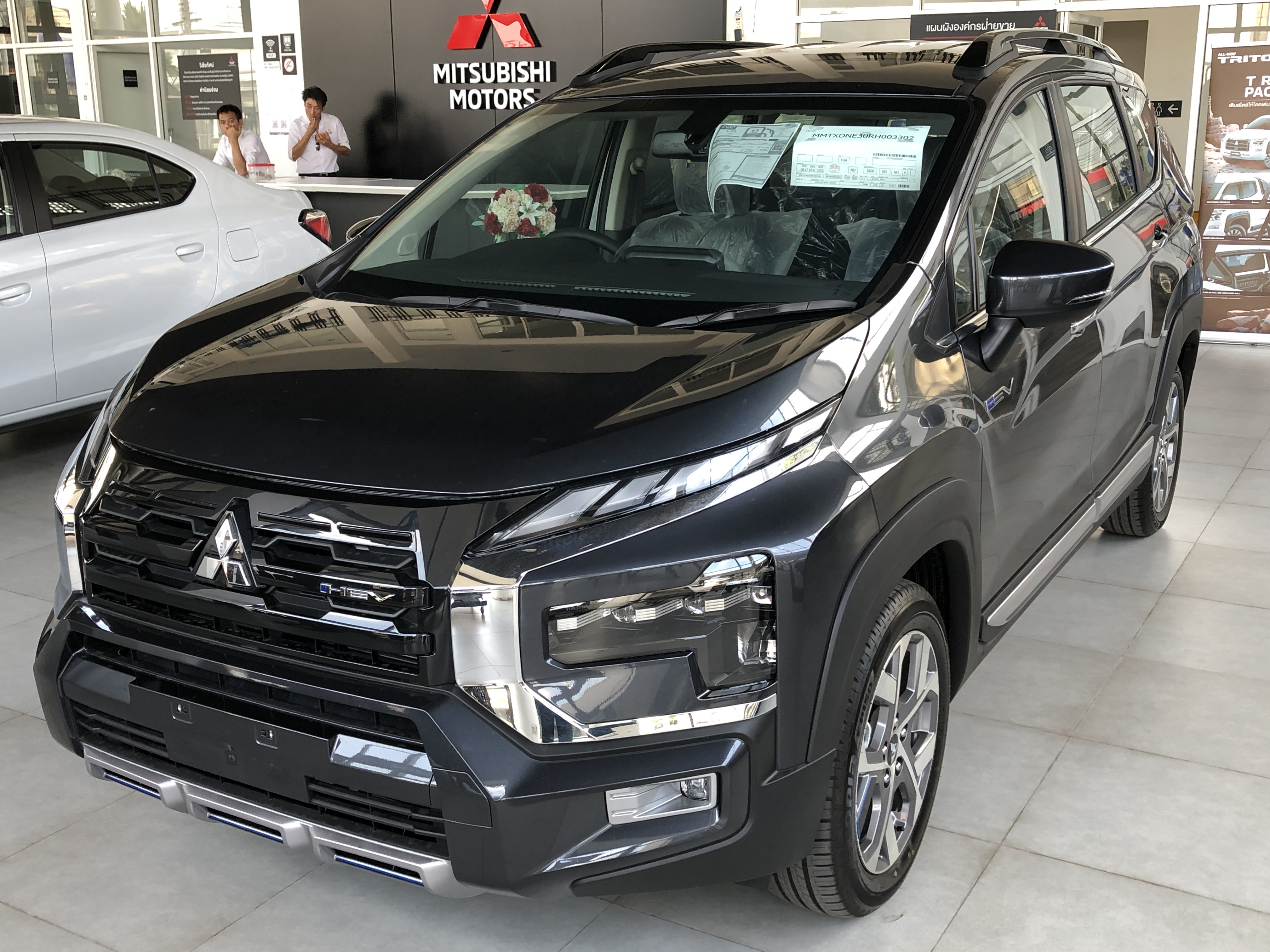
エクスパンダークロスHEV

## 生産工場
- ミツビシ・モーターズ・クラマ・ユダ・インドネシア
- ミツビシ・モーターズ・ベトナム（ベトナム向け）
- ハイコム・オートモービル・マニュファクチャーズ（マレーシア向け）
- ミツビシ・モーターズ・タイランド（タイ王国向け）
- ランコン・ホールディングス（バングラデシュ向け）

## 車名の由来
「拡大する」「進化する」を意味する「expand」から命名された。「所有したお客様の家族全員の明るい未来と幸せが無限に広がり続けて欲しい」との願いが込められている。

## その他
カーオブザイヤー受賞
インドネシアの自動車専門紙OTOMOTIFが主宰するカー・オブ・ザ・イヤー2018にて、最高賞であるカー・オブ・ザ・イヤーを受賞した。また、部門賞であるベスト・オブ・ザ・ベスト MPVとベスト・オブ・スモール・MPVも併せて受賞した。
ラッピング飛行機
ガルーダ・インドネシア航空がエクスパンダーを描いた特別塗装機の運航をしている。「人気の高いエクスパンダーを描いた飛行機を運航することは、両社に付加価値をもたらす」との理由がある。